# Хильченко Олександра Петрівна
Олександра Петрівна Хильченко (15 січня 1914, село Новомихайлівка, тепер Чернігівського району Запорізької області — 22 травня 1996, село Кірове, тепер Лагідне Токмацького району Запорізької області) — українська радянська діячка, новатор сільськогосподарського виробництва, доярка державного племінного заводу імені Кірова Токмацького району Запорізької області. Депутат Верховної Ради УРСР 6-го скликання. Герой Соціалістичної Праці (22.03.1966).

## Біографія
Народилася в селянській родині. З 1936 до 1941 року працювала дояркою державного племінного заводу імені Кірова Нововасилівського району Запорізької області.
У 1944—1969 роках — доярка державного племінного заводу імені Кірова села Кірове Нововасилівського (тепер — Токмацького) району Запорізької області. Досягала високих надоїв молока.
З 1969 року — на пенсії у селі Кірове (тепер Лагідне) Токмацького району Запорізької області.

## Нагороди
- Герой Соціалістичної Праці (22.03.1966)
- орден Леніна (22.03.1966)
- орден Трудового Червоного Прапора (22.10.1949)
- орден «Знак Пошани» (26.02.1958)
- медалі